# Teatro Apolo (Miranda de Ebro)
El Teatro Apolo o també Teatro Salón Apolo és el principal teatre de la ciutat de Miranda de Ebro, (Burgos). Éstà situat en el centre de la ciutat vella, al costat de l'església de Santa Maria. Va ser inaugurat el 1921 i el seu estat actual, tancat i en ruïnes des de 1960.